# Racing Club de Lens 2014-2015
Questa voce raccoglie le informazioni riguardanti il Racing Club de Lens nelle competizioni ufficiali della stagione 2014-2015.

## Stagione
Tornato in Ligue 1 dopo tre stagioni, il Lens conferma Antoine Kombouaré sulla panchina.

## Maglie e sponsor
Lo sponsor tecnico per la stagione 2014-2015 è Umbro, mentre lo sponsor ufficiale è Azerbaijan - land of fire. La prima maglia è a strisce verticali rosse e gialle, calzoncini e calzettoni rossi. La seconda maglia è nera con una banda verticale laterale gialla e rossa, calzoncini e calzettoni neri.

## Rosa
| N. |                      | Ruolo | Calciatore      |
| -- | -------------------- | ----- | --------------- |
| 1  | Francia (bandiera)   | P     | Rudy Riou       |
| 4  | Marocco (bandiera)   | D     | Ahmed Kantari   |
| 5  | Tunisia (bandiera)   | D     | Alaeddine Yahia |
| 6  | Francia (bandiera)   | C     | Jérôme Lemoigne |
| 7  | Francia (bandiera)   | A     | Yoann Touzghar  |
| 9  | Francia (bandiera)   | A     | Adamo Coulibaly |
| 10 | Camerun (bandiera)   | A     | Edgar Salli     |
| 11 | Argentina (bandiera) | A     | Pablo Chavarría |
| 13 | Francia (bandiera)   | D     | Alassane Touré  |
| 14 | Senegal (bandiera)   | A     | Deme N'Diaye    |
| 15 | Francia (bandiera)   | D     | Patrick Fradj   |

| N. |                           | Ruolo | Calciatore            |
| -- | ------------------------- | ----- | --------------------- |
| 18 | Francia (bandiera)        | C     | Pierrick Valdivia     |
| 19 | Belgio (bandiera)         | A     | Baptiste Guillaume    |
| 20 | Madagascar (bandiera)     | C     | Lalaïna Nomenjanahary |
| 21 | Marocco (bandiera)        | C     | Alharbi El Jadeyaoui  |
| 22 | Francia (bandiera)        | D     | Loïck Landre          |
| 23 | Francia (bandiera)        | C     | Wylan Cyprien         |
| 24 | Francia (bandiera)        | D     | Ludovic Baal          |
| 25 | Costa d'Avorio (bandiera) | C     | Jean-Philippe Gbamin  |
| 29 | Francia (bandiera)        | C     | Benjamin Bourigeaud   |
| 33 | Francia (bandiera)        | D     | Abdoul Ba             |
| 40 | Francia (bandiera)        | P     | Valentin Belon        |

## Calciomercato

### Sessione estiva(dal 10/6 all'1/9)
| Acquisti | Acquisti       | Acquisti | Acquisti                    |
| R.       | Nome           | da       | Modalità                    |
| -------- | -------------- | -------- | --------------------------- |
| P        | Valentin Belon | Lens 2   | contratto da professionista |
| D        | Abdoul Ba      | Lens 2   | contratto da professionista |

| Cessioni | Cessioni         | Cessioni            | Cessioni      |
| R.       | Nome             | a                   | Modalità      |
| -------- | ---------------- | ------------------- | ------------- |
| P        | Alphonse Areola  | Paris Saint-Germain | fine prestito |
| P        | Samuel Atrous    |                     | svincolato    |
| D        | Rémy Bonne       |                     | svincolato    |
| D        | Marcel Tisserand | Monaco              | fine prestito |
| C        | Pierre Ducasse   |                     | svincolato    |
| A        | Danijel Ljuboja  |                     | svincolato    |
| A        | Edgar Salli      | Monaco              | fine prestito |

### Operazione esterna alle sessioni
| Cessioni | Cessioni        | Cessioni | Cessioni   |
| R.       | Nome            | da       | Modalità   |
| -------- | --------------- | -------- | ---------- |
| D        | Alaeddine Yahia |          | svincolato |

### Sessione invernale(dal 3/1 al 2/2)
| Acquisti | Acquisti | Acquisti | Acquisti |
| R.       | Nome     | da       | Modalità |
| -------- | -------- | -------- | -------- |

| Cessioni | Cessioni | Cessioni | Cessioni |
| R.       | Nome     | a        | Modalità |
| -------- | -------- | -------- | -------- |

## Risultati

### Ligue 1

#### Girone d'andata
| Arbitro: | Desiage |

|            |           |  |
| Bammou 65’ | Marcatori |  |

| Arbitro: | Moreira |

|  |           |                |
|  | Marcatori | 90+3’ Douniama |

| Arbitro: | Jaffredo |

|  |           |                   |
|  | Marcatori | 11’ Nomenjanahary |

| Arbitro: | Bastien |

|                                                                    |           |                      |
| Cyprien 45’ Chavarria 47’ Touzghar 61’ (rig.) Coulibaly 87’ (rig.) | Marcatori | 7’ Mandi 80’ Courtet |

| Arbitro: | Bien |

|            |           |               |
| Gillet 54’ | Marcatori | 40’ Chavarría |

| Arbitro: | Ennjimi |

|  |           |             |
|  | Marcatori | 82’ Lemoine |

| Arbitro: | Schneider |

|                      |           |              |
| Wass 10’ Barbosa 30’ | Marcatori | 86’ Touzghar |

| Lens 28 settembre 2014, ore 17:00 CEST 8ª giornata | Lens   | 0 – 0 referto | Caen | Stade Félix Bollaert (8.525 spett.)\| Arbitro: \| Turpin \| |
| Arbitro:                                           | Turpin |               |      |                                                             |

| Arbitro: | Desiage |

|               |           |  |
| Ntep 54’, 84’ | Marcatori |  |

| Arbitro: | Rainville |

|               |           |                                          |
| Coulibaly 10’ | Marcatori | 28’ Cabaye 34’ Maxwell 55’ (rig.) Cavani |

| Arbitro: | Bien |

|  |           |                                 |
|  | Marcatori | 11’ El Jadeyaoui 27’ Bourigeaud |

| Arbitro: | Varela |

|                          |           |               |
| N'Koulou 11’ Thauvin 60’ | Marcatori | 31’ Guillaume |

| Arbitro: | Lesage |

|                     |           |                        |
| Touzghar 74’ (rig.) | Marcatori | 24’ Khazri 40’ Diabaté |

| Arbitro: | Delerue |

|               |           |  |
| Guerreiro 21’ | Marcatori |  |

| Arbitro: | Kalt |

|                                 |           |  |
| El Jadeyaoui 65’ Bourigeaud 79’ | Marcatori |  |

| Arbitro: | Schneider |

|                                             |           |  |
| Berbatov 64’ (rig.) Ferreira Carrasco 90+3’ | Marcatori |  |

| Arbitro: | Buquet |

|                 |           |           |
| Coulibaly 90+1’ | Marcatori | 48’ Gueye |

| Arbitro: | Ennjimi |

|                                   |           |                                         |
| Sanson 1’ Barrios 16’ Mounier 63’ | Marcatori | 18’ Valdivia 34’ Guillaume 80’ Touzghar |

| Arbitro: | Desiage |

|                           |           |  |
| Cyprien 38’ Coulibaly 86’ | Marcatori |  |

#### Girone di ritorno
| Arbitro: | Turpin |

|                                |           |  |
| Mandanne 17’ Beavue 76’ (rig.) | Marcatori |  |

| Arbitro: | Delerue |

|  |           |                                        |
|  | Marcatori | 22’ (aut.) Gbamin 26’ (rig.) Lacazette |

| Reims 25 gennaio 2015, ore 17:00 CET 22ª giornata | Stade Reims | 0 – 0 referto | Lens | Stade Auguste Delaune (13.813 spett.)\| Arbitro: \| Jaffredo \| |
| Arbitro:                                          | Jaffredo    |               |      |                                                                 |

| Arbitro: | Castro |

|                    |           |                      |
| Kantari 80’ (rig.) | Marcatori | 62’ (rig.) Boudebouz |

| Arbitro: | Thual |

|                                  |           |                                        |
| N'Guémo 18’ Mollo 57’ Erdinç 83’ | Marcatori | 60’, 69’ (rig.) Touzghar 77’ Chavarría |

| Arbitro: | Buquet |

|  |           |                  |
|  | Marcatori | 19’, 35’ Duhamel |

| Arbitro: | Chapron |

|                                          |           |                  |
| Féret 7’ (rig.) Sala 35’, 75’ Bazile 36’ | Marcatori | 45’ El Jadeyaoui |

| Arbitro: | Millot |

|  |           |              |
|  | Marcatori | 36’ Doucouré |

| Arbitro: | Bien |

|                                                               |           |              |
| David Luiz 44’ Ibrahimović 60’ (rig.) Matuidi 80’ Pastore 83’ | Marcatori | 68’ Touzghar |

| Lens 14 marzo 2015, ore ? CET 29ª giornata | Lens | – | Tolosa | Stade Félix Bollaert |

| Lens 21 marzo 2015, ore ? CET 30ª giornata | Lens | – | Olympique Marsiglia | Stade Félix Bollaert |

| Bordeaux 4 aprile 2015, ore ? CEST 31ª giornata | Bordeaux | – | Lens | Stade Chaban-Delmas |

| Lens 12 aprile 2015, ore ? CEST 32ª giornata | Lens | – | Lorient | Stade Félix Bollaert |

| Metz 18 aprile 2015, ore ? CEST 33ª giornata | Metz | – | Lens | Stade Saint-Symphorien |

| Lens 25 aprile 2015, ore ? CEST 34ª giornata | Lens | – | Monaco | Stade Félix Bollaert |

| Villeneuve d'Ascq 3 maggio 2015, ore ? CEST 35ª giornata | Lilla | – | Lens | Stade Pierre-Mauroy |

| Lens 9 maggio 2015, ore ? CEST 36ª giornata | Lens | – | Montpellier | Stade Félix Bollaert |

| Nizza 16 maggio 2015, ore ? CEST 37ª giornata | Nizza | – | Lens | Allianz Riviera |

| Lens 23 maggio 2015, ore ? CEST 38ª giornata | Lens | – | Nantes | Stade Félix Bollaert |

### Coppa di Francia

#### Fase a eliminazione diretta
| Arbitro: | Fautrel |

|                                       |           |                                        |
| El Jadeyaoui 76’ (rig.) Coulibaly 90’ | Marcatori | 5’ Fekir 14’ (rig.) Lacazette 30’ Dabo |

### Coppa di Lega

#### Fase a eliminazione diretta
| Arbitro: | Castro |

|  |           |                       |
|  | Marcatori | 58’ Lesage 87’ Genest |

## Statistiche
Aggiornate al 7 marzo 2015

### Statistiche di squadra
| Competizione     | Punti | In casa | In casa | In casa | In casa | In casa | In casa | In trasferta | In trasferta | In trasferta | In trasferta | In trasferta | In trasferta | Totale | Totale | Totale | Totale | Totale | Totale | DR  |
| Competizione     | Punti | G       | V       | N       | P       | Gf      | Gs      | G            | V            | N            | P            | Gf           | Gs           | G      | V      | N      | P      | Gf     | Gs     | DR  |
| ---------------- | ----- | ------- | ------- | ------- | ------- | ------- | ------- | ------------ | ------------ | ------------ | ------------ | ------------ | ------------ | ------ | ------ | ------ | ------ | ------ | ------ | --- |
| Ligue 1          | 22    | 13      | 3       | 3       | 7       | 12      | 16      | 15           | 2            | 4            | 9            | 14           | 27           | 28     | 5      | 7      | 16     | 26     | 43     | -17 |
| Coppa di Francia | -     | 1       | 0       | 0       | 1       | 2       | 3       | -            | -            | -            | -            | -            | -            | 1      | 0      | 0      | 1      | 2      | 3      | -1  |
| Coppa di Lega    | -     | 1       | 0       | 0       | 1       | 0       | 2       | -            | -            | -            | -            | -            | -            | 1      | 0      | 0      | 1      | 0      | 2      | -2  |
| Totale           | -     | 15      | 3       | 3       | 9       | 14      | 21      | 15           | 2            | 4            | 9            | 14           | 27           | 30     | 5      | 7      | 18     | 28     | 48     | -20 |

### Andamento in campionato
| Giornata  | 1  | 2  | 3  | 4  | 5 | 6  | 7  | 8  | 9  | 10 | 11 | 12 | 13 | 14 | 15 | 16 | 17 | 18 | 19 | 20 | 21 | 22 | 23 | 24 | 25 | 26 | 27 | 28 | 29 | 30 | 31 | 32 | 33 | 34 | 35 | 36 | 37 | 38 |
| --------- | -- | -- | -- | -- | - | -- | -- | -- | -- | -- | -- | -- | -- | -- | -- | -- | -- | -- | -- | -- | -- | -- | -- | -- | -- | -- | -- | -- | -- | -- | -- | -- | -- | -- | -- | -- | -- | -- |
| Luogo     | T  | C  | T  | C  | T | C  | T  | C  | T  | C  | T  | T  | C  | T  | C  | T  | C  | T  | C  | T  | C  | T  | C  | T  | C  | T  | C  | T  | C  | C  | T  | C  | T  | C  | T  | C  | T  | C  |
| Risultato | P  | P  | V  | V  | N | P  | P  | N  | P  | P  | V  | P  | P  | P  | V  | P  | N  | N  | V  | P  | P  | N  | N  | N  | P  | P  | P  | P  |    |    |    |    |    |    |    |    |    |    |
| Posizione | 16 | 18 | 15 | 11 | 9 | 13 | 15 | 14 | 18 | 20 | 16 | 17 | 19 | 20 | 18 | 19 | 18 | 19 | 16 | 19 | 19 | 19 | 19 | 19 | 19 | 19 | 19 |    |    |    |    |    |    |    |    |    |    |    |

Fonte:  Classements, su lfp.fr, LFP.
Legenda:

Luogo: C = Casa; T = Trasferta. Risultato: V = Vittoria; N = Pareggio; P = Sconfitta.

### Statistiche dei giocatori
| Giocatore        | Ligue 1  | Ligue 1 | Ligue 1     | Ligue 1    | Coppa di Francia Coppa di Lega | Coppa di Francia Coppa di Lega | Coppa di Francia Coppa di Lega | Coppa di Francia Coppa di Lega | Totale   | Totale | Totale      | Totale     |
| Giocatore        | Presenze | Reti    | Ammonizioni | Espulsioni | Presenze                       | Reti                           | Ammonizioni                    | Espulsioni                     | Presenze | Reti   | Ammonizioni | Espulsioni |
| ---------------- | -------- | ------- | ----------- | ---------- | ------------------------------ | ------------------------------ | ------------------------------ | ------------------------------ | -------- | ------ | ----------- | ---------- |
| A. Ba            | 5        | 0       | 0           | 0          | -                              | -                              | -                              | -                              | 5        | 0      | 0           | 0          |
| L. Baal          | 24       | 0       | 3           | 1          | 1+0                            | 0                              | 0                              | 0                              | 25       | 0      | 3           | 1          |
| V. Belon         | 4        | -8      | 0           | 0          | 0+1                            | 0-2                            | 0                              | 0                              | 5        | -8     | 0           | 0          |
| R. Bonne         | -        | -       | -           | -          | -                              | -                              | -                              | -                              | -        | -      | -           | -          |
| B. Boulenger     | 3        | 0       | 0           | 0          | 1+0                            | 0                              | 0                              | 0                              | 4        | 0      | 0           | 0          |
| B. Bourigeaud    | 20       | 2       | 3           | 0          | 1+1                            | 0                              | 0                              | 0                              | 22       | 2      | 3           | 0          |
| D. Cavaré        | 20       | 0       | 1           | 0          | 1+1                            | 0                              | 0                              | 0                              | 22       | 0      | 1           | 0          |
| P. Chavarría     | 21       | 3       | 3           | 0          | 1+1                            | 0                              | 0                              | 0                              | 23       | 3      | 3           | 0          |
| A. Coulibaly     | 24       | 4       | 3           | 0          | 1+1                            | 1+0                            | 0                              | 0                              | 26       | 5      | 3           | 0          |
| W. Cyprien       | 24       | 2       | 6           | 0          | 1+1                            | 0                              | 0                              | 0                              | 26       | 2      | 6           | 0          |
| P. Ducasse       | -        | -       | -           | -          | -                              | -                              | -                              | -                              | -        | -      | -           | -          |
| A. El Jadeyaoui  | 19       | 3       | 4           | 0          | 1+1                            | 1+0                            | 0                              | 0                              | 21       | 4      | 4           | 0          |
| P. Fradj         | 1        | 0       | 0           | 0          | 0+1                            | 0                              | 0                              | 0                              | 2        | 0      | 0           | 0          |
| J.P. Gbamin      | 24       | 0       | 3           | 1          | 1+1                            | 0                              | 0                              | 0                              | 26       | 0      | 3           | 1          |
| B. Guillaume     | 23       | 2       | 2           | 0          | 1+1                            | 0                              | 1+0                            | 0                              | 25       | 2      | 3           | 0          |
| A. Kantari       | 23       | 1       | 5           | 0          | 1+1                            | 0                              | 0                              | 0                              | 25       | 1      | 5           | 0          |
| L. Landre        | 16       | 0       | 1           | 1          | -                              | -                              | -                              | -                              | 16       | 0      | 1           | 1          |
| J. Lemoigne      | 22       | 0       | 7           | 1          | 1+1                            | 0                              | 1+0                            | 0                              | 24       | 0      | 8           | 1          |
| D. Ljuboja       | -        | -       | -           | -          | -                              | -                              | -                              | -                              | -        | -      | -           | -          |
| A. Madiani       | 8        | 0       | 0           | 0          | -                              | -                              | -                              | -                              | 8        | 0      | 0           | 0          |
| D. N'Diaye       | 7        | 0       | 1           | 0          | 0+1                            | 0                              | 0                              | 0                              | 8        | 0      | 1           | 0          |
| L. Nomenjanahary | 20       | 1       | 2           | 0          | -                              | -                              | -                              | -                              | 20       | 1      | 2           | 0          |
| R. Riou          | 24       | -31     | 0           | 0          | 1+0                            | -3-0                           | 0                              | 0                              | 25       | -34    | 0           | 0          |
| E. Salli         | -        | -       | -           | -          | -                              | -                              | -                              | -                              | -        | -      | -           | -          |
| M. Seck          | 1        | 0       | 0           | 0          | 1+0                            | 0                              | 0                              | 0                              | 2        | 0      | 0           | 0          |
| B. Sylla         | 6        | 0       | 4           | 0          | -                              | -                              | -                              | -                              | 6        | 0      | 4           | 0          |
| A. Touré         | -        | -       | -           | -          | -                              | -                              | -                              | -                              | -        | -      | -           | -          |
| Y. Touzghar      | 21       | 7       | 0           | 0          | -                              | -                              | -                              | -                              | 21       | 7      | 0           | 0          |
| P. Valdivia      | 27       | 1       | 8           | 0          | -                              | -                              | -                              | -                              | 27       | 1      | 8           | 0          |
| A. Yahia         | -        | -       | -           | -          | -                              | -                              | -                              | -                              | -        | -      | -           | -          |